# カプソ・モ、ジェシカ・ソーホー
『カプソ・モ、ジェシカ・ソーホー』(タガログ語: Kapuso Mo, Jessica Soho）は、フィリピンのGMAネットワークで放映されたニュースマガジンショーです。